# Matti Haltia
Matti Jouko Johannes Haltia, född 28 februari 1939 i Helsingfors, är en finländsk läkare och professor emeritus, specialist i patologi och neuropatologi.
Haltia disputerade 1970 vid Göteborgs universitet och blev 1971 docent i patologi vid samma lärosäte. År 1990 fick han en personlig extra ordinarie professur i neuropatologi vid Helsingfors universitet; han gick i pension 2003.
Han är känd för sin forskning över ärftliga neurologiska sjukdomar och orsakerna till och uppkomstmekanismerna vid demenssjukdomar. Till hans centrala vetenskapliga bedrifter hör upptäckten och karakteriseringen av den ärftliga sjukdomen infantil neuronal ceroidlipofuscinos eller Haltia-Santavuori-Rapolas sjukdom. En annan betydande insats är påvisandet av en ärftlig form av Creutzfeldt–Jakobs sjukdom, orsakad av en mutation i prionproteingenen. Haltias forskargrupp vid Helsingfors universitet stod 2003 för upptäckten av en ny ärftlig form av Alzheimers sjukdom. Han är vidare en av Finlands främsta kännare av medicinsk historia.
Han kallades till ledamot av Finska Vetenskapsakademien 1993. År 2002 belönades han med Matti Äyräpää-priset. Sedan 2006 är han ledamot av Academia Europaea.